# Svinjište (gmina Preševo)
Svinjište (cyr. Свињиште) – wieś w Serbii, w okręgu pczyńskim, w gminie Preševo. W 2002 roku liczyła 103 mieszkańców.